# Rejanellus mutchleri
Rejanellus mutchleri là một loài nhện trong họ Thomisidae.
Loài này thuộc chi Rejanellus. Rejanellus mutchleri được Alexander Petrunkevitch miêu tả năm 1930.